# Le Portrait de Daisy Hamilton
Le Portrait de Daisy Hamilton op. 140 de Charles Koechlin est une suite de 89 esquisses pour une musique de film imaginaire, composée pour deux pianos en 1934.

## Composition
Charles Koechlin « goûte fort peu le cinéma muet, lui reprochant la naïveté de ses intrigues, la dénaturation des grandes œuvres littéraires, la vulgarité ou l'érotisme accrocheur de son inspiration. Seuls les films de Charlie Chaplin trouvent alors grâce à ses yeux ». Les débuts du cinéma parlant, et la découverte de L'Ange bleu font évoluer son opinion : le musicien devient un cinéphile convaincu, ce dont témoigne la composition de la Seven Stars' Symphony, op. 132, en 1933.
Cette symphonie est suivie de plusieurs compositions qui témoignent de son admiration pour l'actrice Lilian Harvey : deux recueils intitulés L'Album de Lilian, op. 139 et 149, et Le Portrait de Daisy Hamilton « dans un scénario qu'il a conçu pour elle, où la peur de la confrontation du rêve et de la réalité est explicite ». Le « silence obstiné qui répond à l'envoi des manuscrits » laisse le compositeur « profondément meurtri ». Cette déception « met un terme brutal à l'engouement de Koechlin et du septième art », dont les dernières manifestations sont les Danses pour Ginger op. 163 et l'Épitaphe de Jean Harlow, op. 164 en 1937.
Certaines pièces du Portrait de Daisy Hamilton et des Danses pour Ginger sont achevées pour deux pianos par le musicologue Robert Orledge.

## Présentation
Des esquisses du Portrait de Daisy Hamilton de Koechlin, cinq mouvements ont été achevés et interprétés :
1. no 15 « La Course ». Allegro vivace ;
2. no 42 « Autour du bonhomme de neige ». Léger et gai ;
3. no 59 « À Venise ». Andante quasi adagio ;
4. no 27 « En auto ». Vite ;
5. no 54 « Canon humoristique ». Allegretto vivo.

La durée d'exécution de ces pièces ne dépasse pas 7 min. La première interprétation de ces pièces a lieu le 11 septembre 2000 par le duo Yaara Tal et Andreas Groethuysen, à l'occasion des 50e Semaines musicales de Berlin.

## Analyse
Certaines pièces du Portrait de Daisy Hamilton renvoient à des films de Lilian Harvey : Suzanne, c'est moi ! (Rowland V. Lee, 1933), par exemple. Pour d'autres pièces, Charles Koechlin s'en tient à son scénario original : la pièce À Venise porte la mention « pour le cas où le film y mènerait ? »
Le caractère de la partition est contrasté, entre « À Venise, si sombre et intime, et En auto plein d'humour et de légèreté ».

### Monographies
- Aude Caillet, Charles Koechlin : L'Art de la liberté, Anglet, Séguier, coll. « Carré Musique » (no 10), 2001, 214 p. (ISBN 2-84049-255-5).